# 西海学園高等学校
西海学園高等学校（さいかいがくえんこうとうがっこう, Saikai Gakuen High School）は、長崎県佐世保市春日町にある私立の高等学校。略称は「西海学園」。

## 概要
歴史
海軍少将を退役したばかりの菅沼周次郎によって1925年（大正14年）に創立された西海中学校（旧制中学校、男子校）を前身とする。2009年（平成21年）に創立85周年を迎えた。
佐世保市内の私立高校の多くが女子高であるため、西海学園は、長い間男子が進学できる市内唯一の私立高校であった。造船を基幹産業とする佐世保市のニーズに即して造船科を併設していた。
設置課程・学科
全日制課程 普通科（特別進学コース・進学コース・ビジネスコース）・情報ビジネス科の2学科。
設置者
学校法人西海学園
校訓
「孝行・努力」
校章
菊の絵を背景に、「高」の文字（俗字体のはしご高）を置いている。
校歌
作詞は中島哀浪、作曲は海軍軍楽隊による。
制服
ブレザー、男子はネクタイとチェックのズボン、女子はリボンとチェックのスカート。合服には白色のベストを着用。
同窓会
校章と校訓にちなみ、「菊孝会」と称している。大阪や福岡に支部を置く。
系列校
菊の香幼稚園

## 沿革
創設の経緯
創設者の菅沼周次郎は平戸藩の学者だった菅沼量平の次男。後継者だった兄・貞風が夭折したため就学が困難となり、海軍兵学校に入学して学問を修めた。海軍においては兵学校教官や人事局員を歴任し、1924年（大正13年）に退役した直後に佐世保市から助役へ推挙されたが辞退して西海中学校を創設した。
開校当時の佐世保には、大学・陸軍士官学校・海軍兵学校への進学に対応できる普通中学が長崎県立佐世保中学校しかなく、1学年の定員も200名程度しか確保できなかった。そのため毎年150名程度の不合格者が発生しており、菅沼は彼らを受け入れ、海軍式の厳格な礼儀作法を根幹に高等教育を推進した。「西海」の校名と「菊」の校章は、当時の佐世保鎮守府司令長官伏見宮博恭王によって考案された。また校歌は海軍軍楽隊により作曲、贈呈された。敗戦後は海軍色が薄められているが、依然として軍楽隊の校歌は使用されている。運動部や体育授業の駆け足号令も、旧海軍同様に「1-！2-！12！（ソーレ！）」を用いている。
年表
- 1925年（大正14年）5月1日 - 退役海軍少将の菅沼周次郎により、八幡町[4]に「西海中学校」（旧制中学校）が開校。第1回入学生は114名。
- 1928年（昭和3年）
  - 1月10日 - 文部省より設置認可。
  - 3月 - 現在地に新校舎が完成し、移転。
- 1941年（昭和16年）3月 - 長崎県立佐世保中学校[3]との同時志願制度を廃止。
- 1948年（昭和23年）3月31日 - 学制改革により、男女共学の「西海学園高等学校」（新制高等学校）となる。全日制課程 普通科・造船科を設置。
- 1951年（昭和26年）4月1日 - 商業科を設置。
- 1962年（昭和37年）- 普通科に特別進学クラスが発足。
- 1963年（昭和38年）4月1日 - 西海学園中学校を設置し、中高一貫教育を開始。
- 1972年（昭和47年）3月31日 - 西海学園中学校を閉校。
- 1975年（昭和50年）- 努力塔を除幕。
- 1978年（昭和53年）- 創立50周年を記念し、創設者菅沼翁記念館ホール・資料館・小会議室が完成。附属菊の香幼稚園が開園。
- 1980年（昭和55年）3月1日 - 造船科を廃止。
- 1985年（昭和60年）- 特別教室棟が完成。総合グラウンドが完成。
- 1990年（平成2年）- 新館が完成。
- 1992年（平成4年）4月1日 - 商業科を情報ビジネス科に改称。
- 1996年（平成8年）- 食堂「エスポワール[5]」が完成。
- 2004年（平成16年）- 全館冷暖房設備が完成。

## 学校行事
2学期制
前期
- 4月 - 前期始業式、入学式、歓迎遠足
- 5月 - スポーツテスト、定期考査、PTA総会
- 6月 - 長崎県高校総合体育大会
- 7月 - 定期考査、学内競技大会、地区PTA、夏期補習（前期）
- 8月 - 進学合宿、夏期補習（後期）
- 9月 - 体育祭、文化祭
- 10月前半 - 定期考査、前期終業式

後期
- 10月後半 - 後期始業式
- 11月 - 芸術鑑賞会
- 12月 - 定期考査、校内競技会、修学旅行
- 1月 - 推薦入試、大学入学共通テスト
- 2月 - 一次入試、3年生を送る会
- 3月 - 卒業式、駅伝・ロードレース大会、後期終業式

## 部活動
運動部
- 野球部
- バスケットボール部
- バレーボール部
- ハンドボール部
- サッカー部
- ソフトテニス部
- 剣道部
- 柔道部
- 陸上部
- 駅伝部
- バドミントン同好会

文化部
- 吹奏楽部
- 珠算部
- 書道部
- 美術部

## アクセス
最寄りの鉄道駅
- 松浦鉄道（MR）松浦鉄道西九州線 「山の田駅」、「泉福寺駅」- 学校からはやや離れているため通学生の利用は少ない。

最寄りのバス停
- 西肥バス（させぼバスも含む）「堺木（さかいぎ）」バス停下車、徒歩すぐ。

最寄りの道路
- 国道204号沿い

## 周辺
- 菊の香幼稚園
- 佐世保市立春日小学校
- 佐世保市立大野小学校
- 佐世保市立大野中学校
- 長崎県立佐世保西高等学校
- 長崎県立佐世保工業高等学校
- 佐世保市消防局中央消防署春日出張所

## 卒業生
- 岩永洋昭（モデル 俳優）
- 椋本啓子（体操）
- 古賀豪紀（元プロ野球選手）
- 馬場治見（つくば市議会議員）
- 豊岡弘（元競輪選手、高等学校教諭）
- 中村ケイジ（作家）
- 山頭直樹（元駅伝選手・現安川電機陸上部監督）
- 橋口ななみ（柔道家）
- 濱洋一（作詞家、作曲家、編曲家、写真家、映像作家、音楽プロデューサー）
- 古賀謙一（テレビ演出家）